# Andrea Tomatis
Andrea Tomatis (Milano, 9 aprile 1978) è un allenatore di pallavolo italiano.
ex giocatore di beach volley e pallavolo italiano, Attuale tecnico della nazionale di beach volley della Repubblica Ceca, con cui si è laureato campione del mondo nel 2023